# Tizi N'Isly
Tizi N'Isly (àrab تيزي نيسلي) és una comuna rural de la província de Béni Mellal de la regió de Béni Mellal-Khénifra. Segons el cens de 2014 tenia una població total de 11.918 persones.